# Aissuluu Tynybekowa
Aissuluu Tynybekowa (* 4. Mai 1993 in Mailuu-Suu) ist eine kirgisische Ringerin. Sie wurde 2019 und 2021 Weltmeisterin in der Gewichtsklasse bis 62 kg Körpergewicht und ist vierfache Asienmeisterin.

## Allgemeines
Aissuluu Tynybekowa begann im Alter von 16 Jahren mit dem Ringen. Davor spielte sie Basketball und trainierte Karate. Ihr Trainer ist seit 2010 Nurbek Izabekow. Sie rang lange Zeit in der Gewichtsklasse bis 58 kg und wechselte 2018 in die Klasse bis 62 kg Körpergewicht.
Sie nahm sowohl an den Olympischen Spielen 2012 in London als auch an Olympia 2016 in Rio de Janeiro teil. 2012 erreichte sie in der Gewichtsklasse bis 63 kg Rang 13. 2016 kam sie in der Klasse bis 58 kg auf den 5. Platz.
Mit ihrem Sieg bei der Weltmeisterschaft 2019 in Nur-Sultan errang Tynybekowa die erste Goldmedaille für Kirgisistan im Freistilringen. Zudem war sie die erste Frau, die für Kirgisistan im Freistilringen der Frauen an Olympischen Spielen antrat.
Bei den Olympischen Spielen 2020 errang sie 2021 in Tokio im Wettbewerb Freistil der Frauen bis 62 kg die Silbermedaille. Im Oktober desselben Jahres gewann Tynybekowa bei den Weltmeisterschaften in Oslo in der 62-kg-Klasse die Goldmedaille. Bei den Weltmeisterschaften 2023 wiederholte sie ihren Titelgewinn. Bei den Olympischen Spielen 2024 in Paris gewann sie die Bronzemedaille.

## Internationale Erfolge
| Jahr | Platz  | Wettbewerb                          | GWK       | Ergebnisse |
| ---- | ------ | ----------------------------------- | --------- | --- |
| 2009 | 05.    | Junioren-AM (Kadetten) in Pune      | bis 52 kg | Siegerin: Arisa Tanaka, Japan |
| 2010 | 03.    | Junioren-AM (Kadetten) in Bangkok   | bis 56 kg | hinter Yui Sakano, Japan, und Pooja Dhanda, Indien |
| 2010 | 11.    | Asienspiele in Guangzhou            | bis 55 kg | Siegerin: Saori Yoshida aus Japan, Zweite: Zhang Lan aus China und Pürewdordschiin Orchon aus der Mongolei                                                       |
| 2011 | 25.    | WM in Istanbul                      | bis 63 kg | Niederlage gegen Michaela Spoustová, Tschechien |
| 2012 | 13.    | Olympische Spiele in London         | bis 62 kg | Niederlage gegen die Schwedin Henna Johansson |
| 2013 | 03.    | AM in Neu-Delhi                     | bis 59 kg | hinter Chihiro Kumabe, Japan und Munkhtuya Tungalag, Mongolei |
| 2013 | 03.    | Universiade in Kasan                | bis 59 kg | zusammen mit Emese Barka, Ungarn, hinter Julija Ratkewitsch, Aserbaidschan, und Allison Ragan, Vereinigte Staaten                                                |
| 2013 | 07.    | WM in Budapest                      | bis 58 kg | nach Niederlage gegen Braxton Stone-Papadopoulos aus Kanada und Siegen gegen Anschela Fomenko, Russland und Luisa Niemesch                                       |
| 2014 | 02.    | AM in Almaty                        | bis 60 kg | hinter Zhang Lan, China und vor Sükheegiin Tserenchimed, Mongolei und Haruka Satō, Japan                                                                         |
| 2014 | 13.    | WM in Taschkent                     | bis 58 kg | Niederlage gegen Allison Ragan, Vereinigte Staaten |
| 2014 | 03.    | Asienspiele in Incheon              | bis 55 kg | nach Niederlage gegen Byambatseren Sundev, Mongolei, und Sieg gegen Jong Insum, Nordkorea                                                                        |
| 2015 | 02.    | AM in Doha                          | bis 58 kg | hinter Kaori Ichō, Japan und vor Ajym Äbdildina, Kasachstan und Geeta Kumari aus Indien                                                                          |
| 2015 | 14.    | WM in Las Vegas                     | bis 58 kg | Niederlage gegen Petra Olli, Sieg gegen Michelle Fazzari aus Kanada und Niederlage gegen Johanna Mattsson                                                        |
| 2016 | 01.    | AM in Bangkok                       | bis 58 kg | Finalsieg gegen Ajym Äbdildina, Kasachstan |
| 2016 | 05.    | Olympische Spiele in Rio de Janeiro | bis 62 kg | u. a. Sieg gegen Petra Olli, Finnland und Niederlage gegen Sakshi Malik, Indien                                                                                  |
| 2017 | 01.    | AM in Neu-Delhi                     | bis 58 kg | Finalsieg gegen Sarita, Indien |
| 2017 | 03.    | WM in Paris                         | bis 58 kg | Niederlage gegen Marwa Amri aus Tunesien und Sieg gegen Rong Ningning                                                                                            |
| 2018 | 01.    | Asienspiele in Jakarta              | bis 62 kg | nach Siegen über Rim Jong-sim aus Nordkorea, Xu Rui aus China und Sakshi Malik aus Indien                                                                        |
| 2019 | 01.    | AM in Xi’an                         | bis 62 kg | Finalsieg gegen Yukako Kawai, Japan |
| 2019 | 01.    | WM in Nur-Sultan                    | bis 62 kg | vor Tajbe Jusein, Yukako Kawai aus Japan und Henna Johansson aus Schweden                                                                                        |
| 2020 | 03.    | AM in Neu-Delhi                     | bis 62 kg | hinter Yukako Kawai, Japan und Ajaulym Kassymowa, Kasachstan |
| 2020 | 01.    | World Cup in Belgrad                | bis 62 kg | u. a. Siege gegen Ljubow Owtscharowa aus Russland und Anastasija Grigorjeva, Lettland                                                                            |
| 2021 | 01.    | AM in Almaty                        | bis 62 kg | Finalsieg gegen Khürelkhüügiin Bolortuyaa, Mongolei |
| 2021 | Silber | OS in Tokio                         | bis 62 kg | Siege gegen Anastasija Grigorjeva, Kriszta Incze aus Rumänien und Iryna Koljadenko aus der Ukraine sowie Finalniederlage gegen Yukako Kawai                      |
| 2021 | 01.    | WM in Oslo                          | bis 62 kg | nach Siegen gegen Nonoka Ozaki aus Japan, Weranika Iwanowa, Belarus, Ilona Prokopewnjuk aus der Ukraine und den Finalsieg über die US-Amerikanerin Kayla Miracle |
| 2022 | 02.    | AM in Ulaanbaatar                   | bis 62 kg | nach Siegen über Boldsaichany Chongordsul, Mongolei, und Nabira Esenbaeva, Usbekistan, sowie einer Niederlage gegen Nonoka Ozaki, Japan                          |
| 2023 | 01.    | WM in Belgrad                       | bis 62 kg | |
| 2024 | Bronze | OS in Paris                         | bis 62 kg | |

Erläuterungen
- alle Wettbewerbe im freien Stil
- AM = Asienmeisterschaften, OS = Olympische Sommerspiele, WM = Weltmeisterschaften